# Поворотная рама (часть лафета)

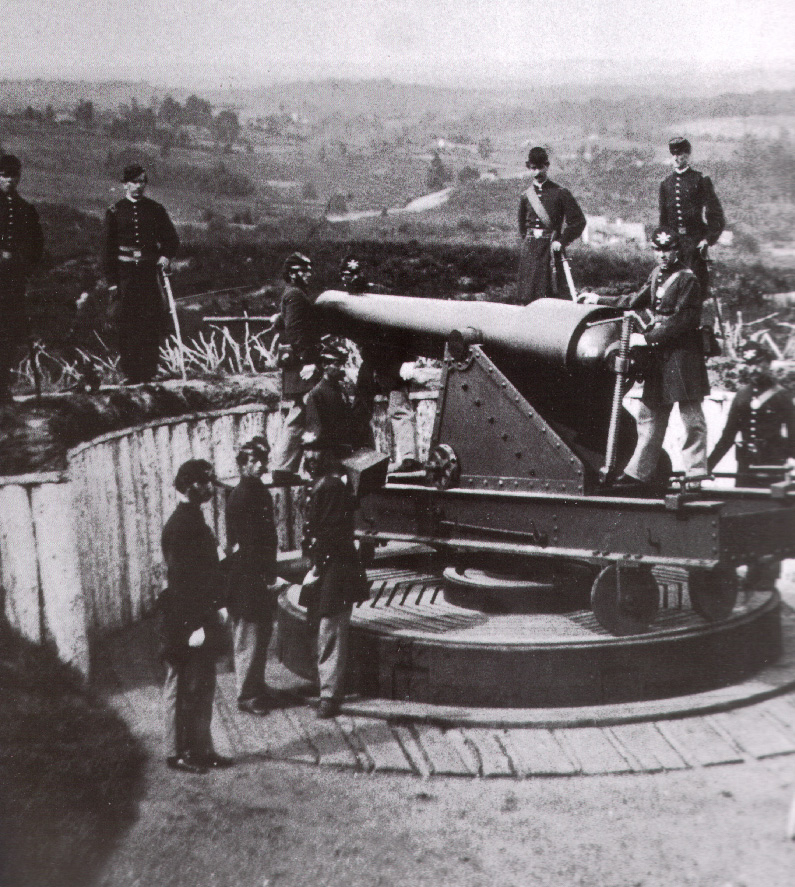
Дульнозарядное орудие армии США на центрально-поворотной крепостной раме (около 1865 г.).

Поворотная рама- в артиллерии начала 20-го века так называлась нижняя часть лафета для орудий больших калибров с помощью которой они могли поворачиваться вбок вокруг оси, предназначенная для горизонтальной наводки орудия и выполнявшая функцию противооткатной системы.

## История
Такая рама облегчала боковую (горизонтальную) наводку орудия и накатывание лафета после выстрела, для чего она ставилась на катки и имела наклон впереди.
Стационарные орудия, использовавшиеся до 20 века. в крепостях обычно были малоэффективны в плане боковой наводки, так как использовавшиеся до тех пор одноосные лафеты для этого не были оборудованы. Боковое нацеливание можно было сделать очень неточно, только приподняв весь лафет. Чтобы исправить это, количество точек опоры на лафете было уменьшено с четырех до трех за счет размещения его на вертикальном шкворне, в качестве точки опоры в передней или центральной части ствола и основание орудия находилось над двумя поперечными колесами. Шворень мог крепиться к стене в виде крюка под бойницей или заякориваться к земле.
Благодаря двум поперечным колесам теперь можно было с минимальными усилиями достичь желаемого диапазона бокового нацеливания, что раньше было весьма затруднительно. Для казематных орудий, в зависимости от состояния бойницы, до 45° в каждую сторону и для орудий, установленных в открытом расположении, до 90° в каждую сторону.
Существовали лафеты с центральным шкворнем, здесь шкворневый затвор располагался по центру под серединой орудийной платформы, которая, таким образом, целиком вращалась вокруг шкворневой оси. Однако это было возможно только с орудиями, свободно стоявшими на валах.

крепостной лафет под 6-дюймовую пушку
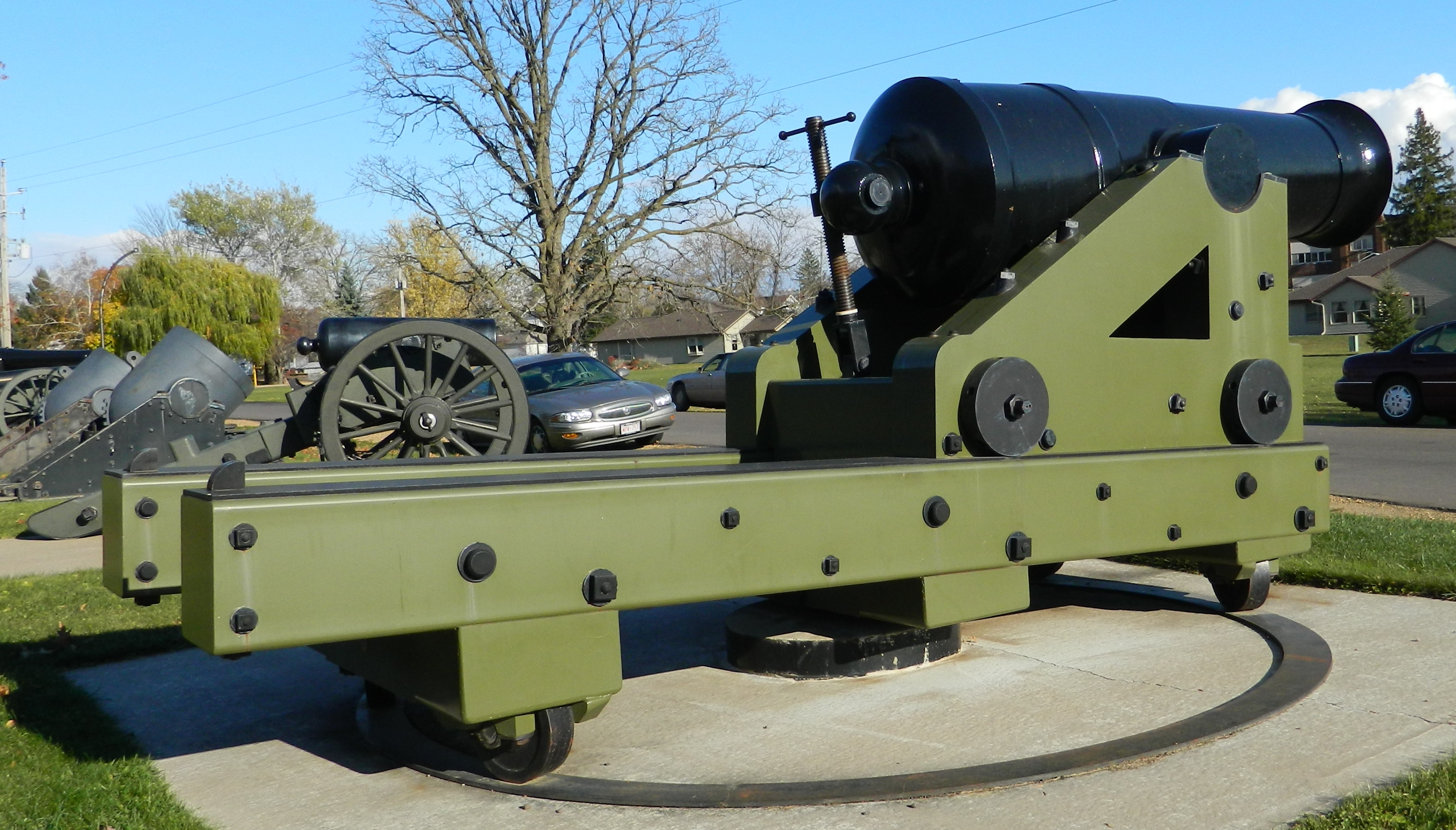
Поворотная рама Колумбиады
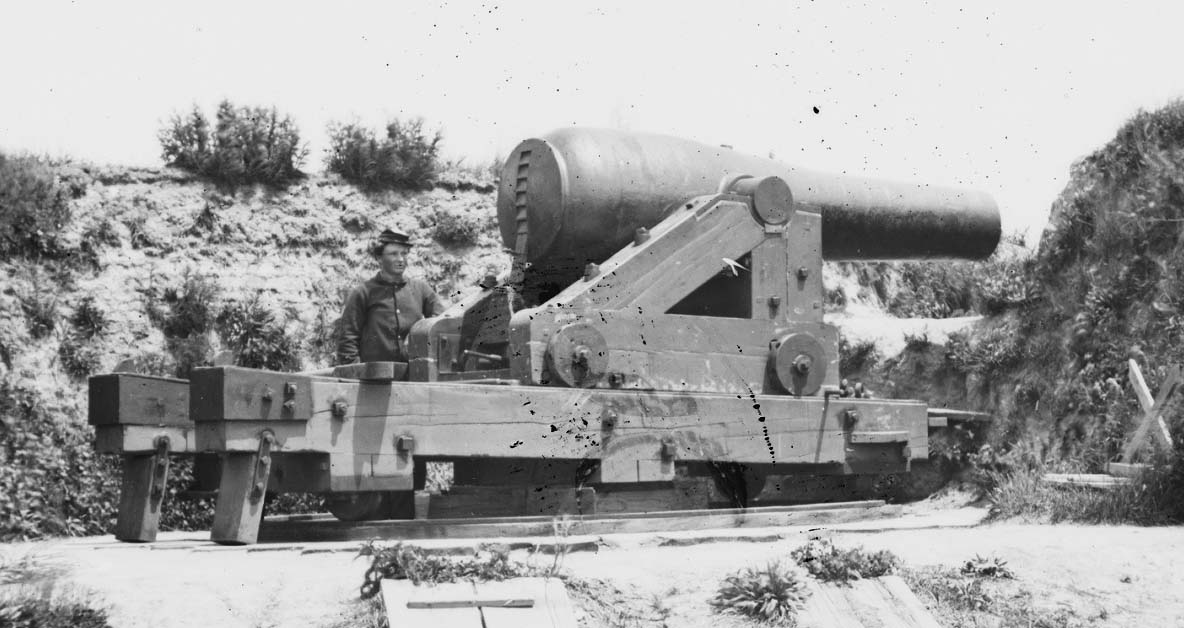
10-дюймовая (254 мм) колумбиада Конфедерации в Порт-Хадсон, Луизиана. Эта пушка могла вести огонь в любом направлении и была настолько эффективна, что солдаты северян прозвали ее «Деморализатором».
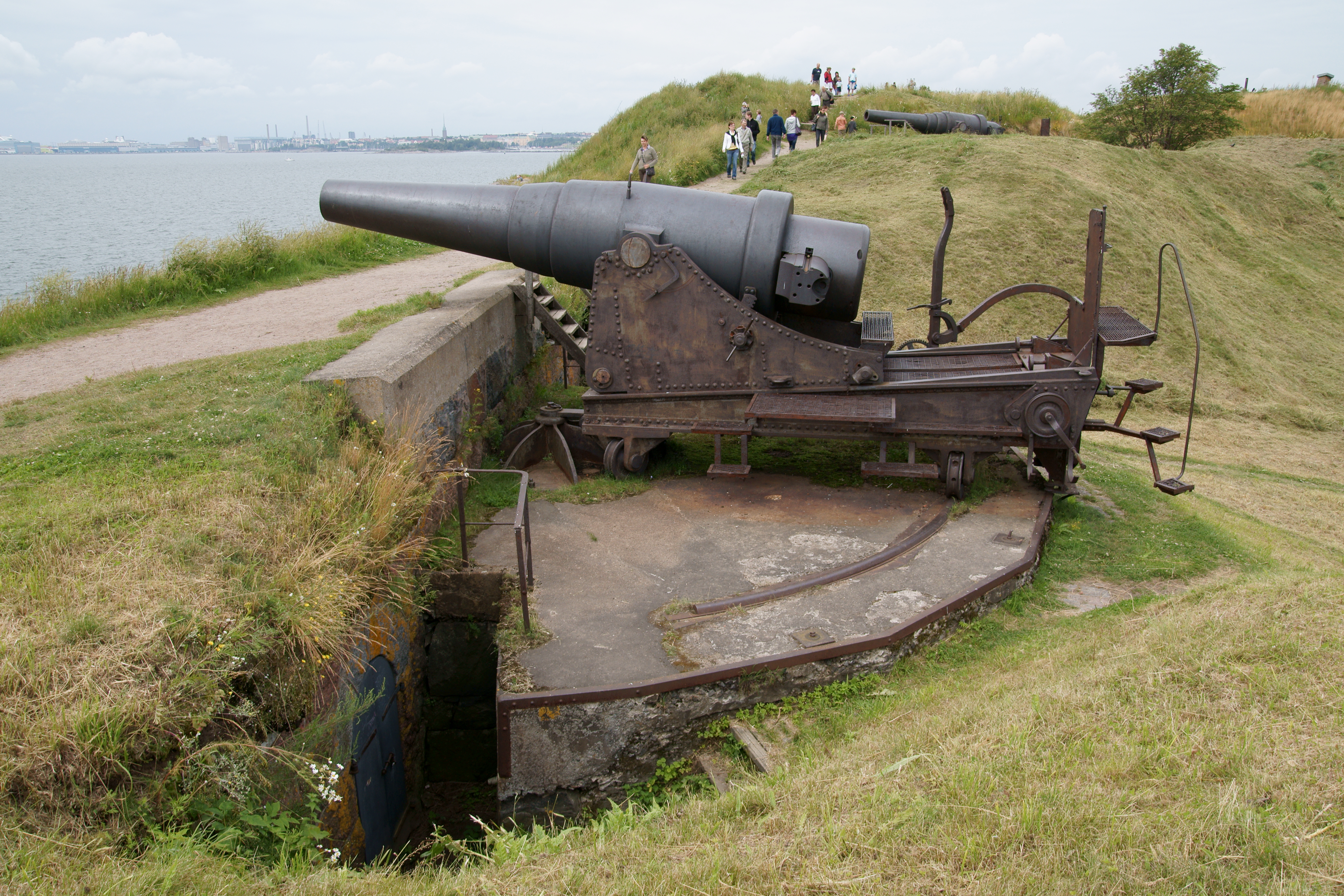
Береговой лафет под 11-дюймовую пушку

## Современные варианты

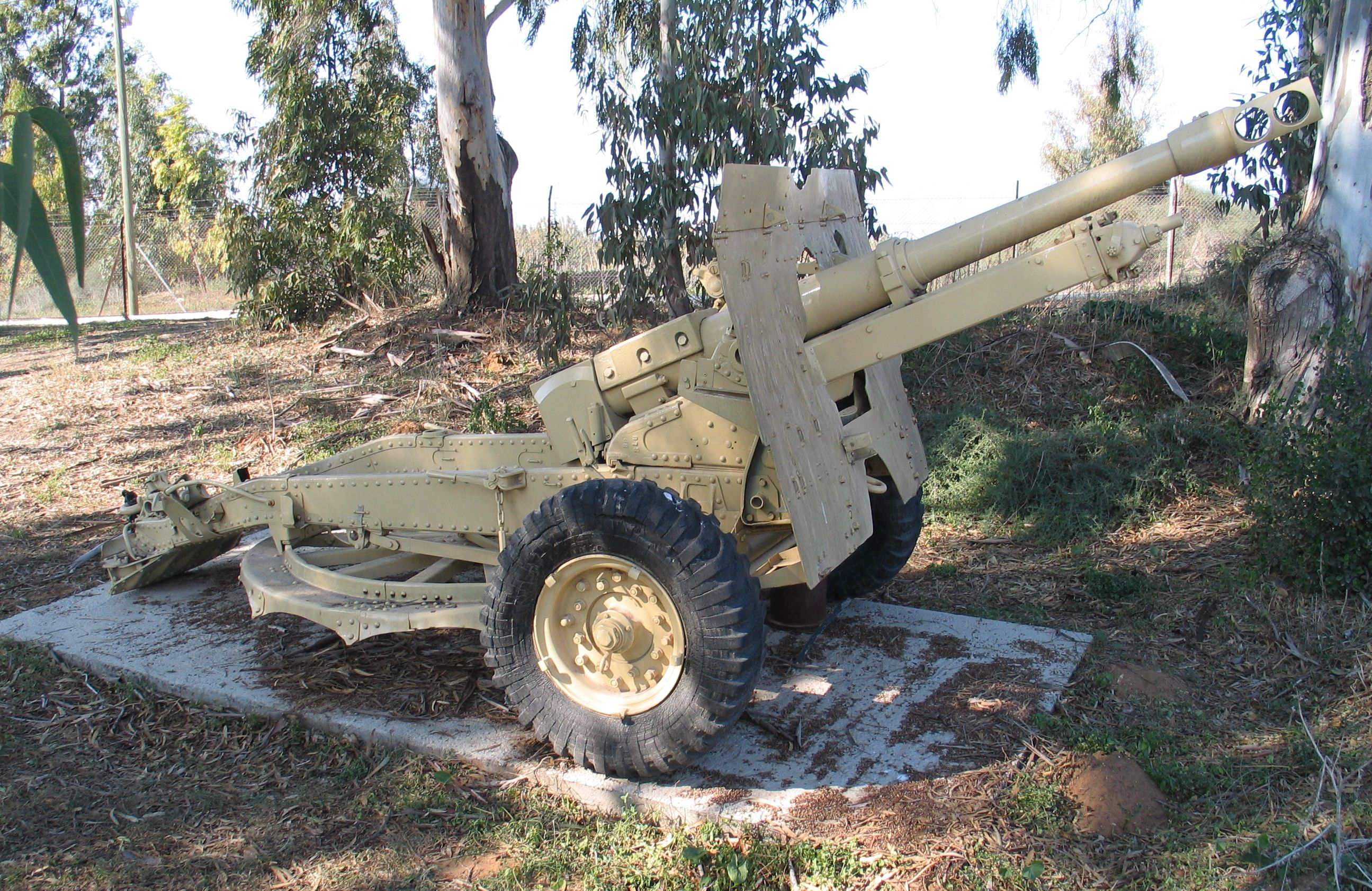
Конструкция 25-фунтовой пушки- поворотный круг под брусом

Качающаяся часть 25-фунтовой пушки была смонтирована на однобрусном лафете от 18-фунтовой пушки, который включал поворотный круг под брусом. Когда орудие использовалось для стрельбы прямой наводкой, поворотный круг опускался на грунт под колесами, обеспечивая плоскую поверхность, которая позволяла артиллеристам быстро поворачивать ствол в любом направлении. Последним британским подразделением, стрелявшим из 25-фунтовок в полевых условиях (не церемониальный залп), был Gun Troop of the Honourable Artillery Company в 1992 году.

### Самоходные миномёты
- 120-мм самоходный миномёт «Кешет» на шасси бронетранспортёра M113Вид на боевое отделение M106 через кормовую дверь

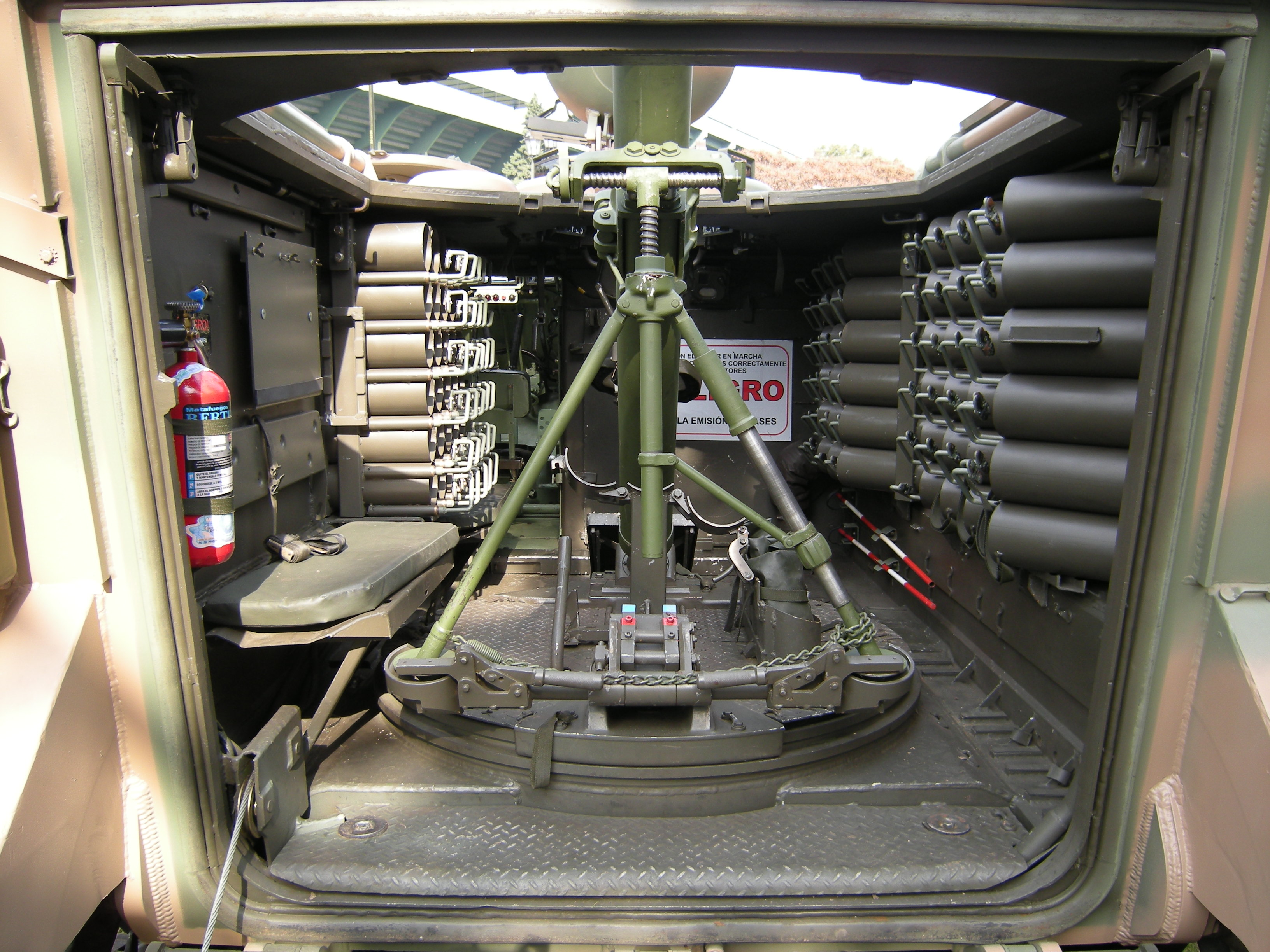
Вид на боевое отделение M106 через кормовую дверь

- Самоходный миномёт на базе M113 — конструкция поворотной установки обеспечивала 81-мм миномёту круговой обстрел, в то время как для 107-мм миномёта углы горизонтального наведения до ±45°.

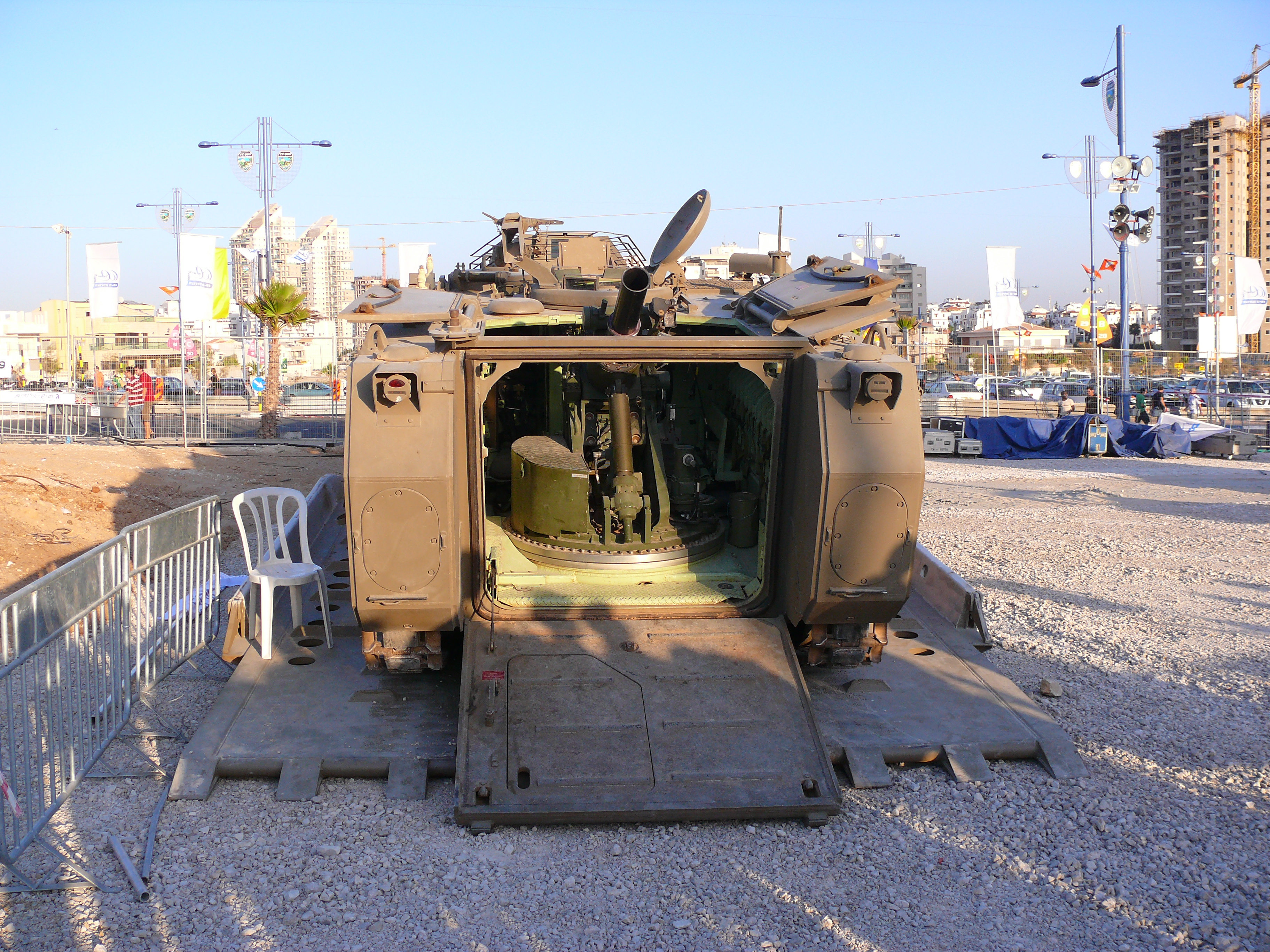
120-мм израильский самоходный миномёт «Кешет» (миномёт Soltam K6, установленный на шасси M113).